# Hierve el Agua

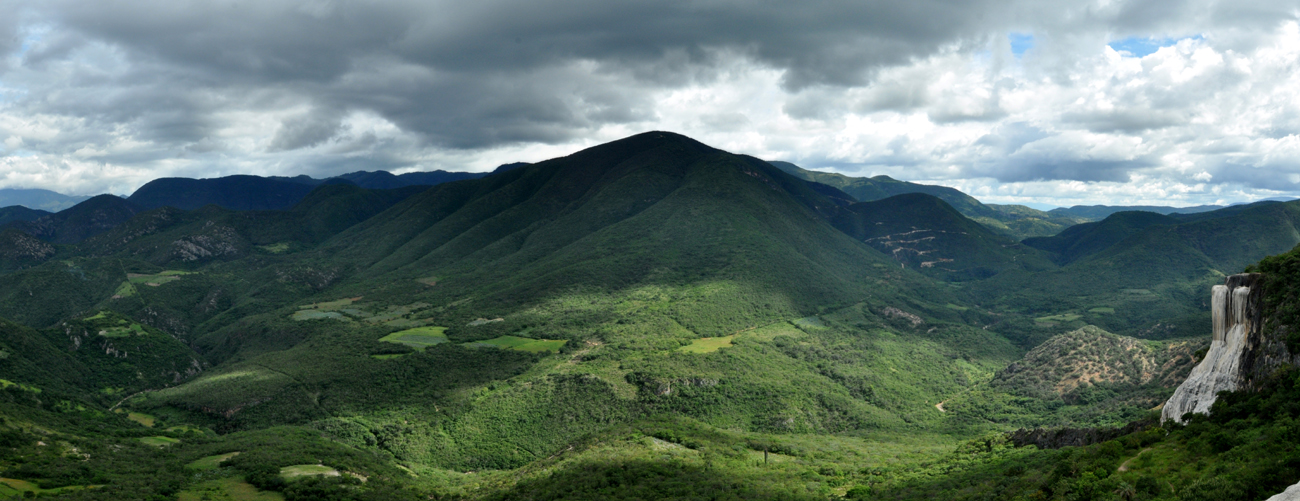
Panorama desde el sitio.

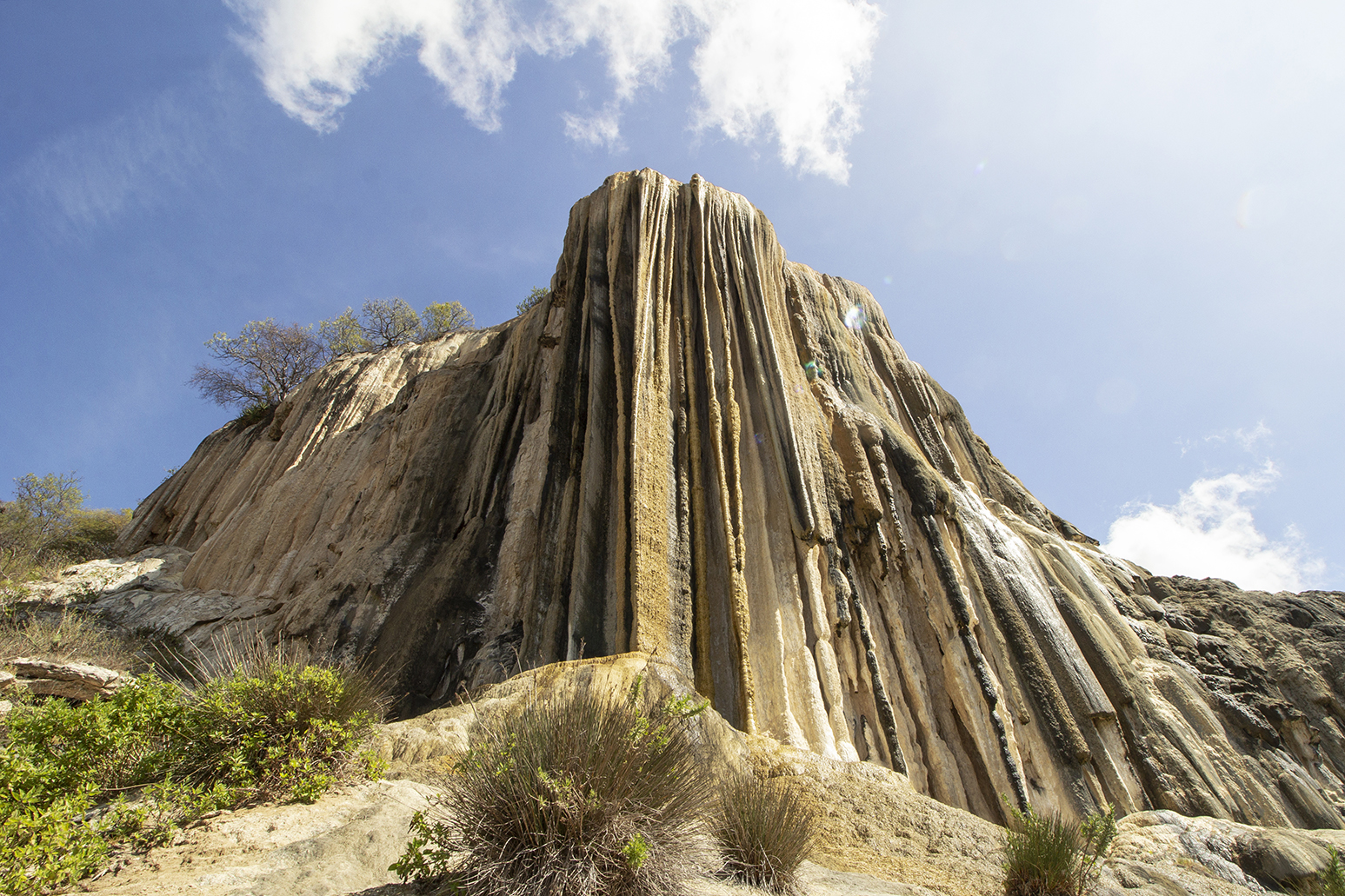
Cascada petrificada de Hierve el Agua

Hierve el Agua es un sistema de cascadas petrificadas, formadas por carbonato de calcio. Las cascadas son de origen natural y se formaron hace miles de años por el escurrimiento de agua con alto contenido de minerales. El lugar se ubica a unos 70 km de la ciudad de Oaxaca, en la población de San Isidro Roaguía, municipio de San Lorenzo Albarradas, estado de Oaxaca, en México, en las cercanías de la zona arqueológica de Mitla y a 630 km de la Ciudad de México. Aún no cuenta con alguna categoría de protección, como área natural protegida o reserva de la biosfera.
Es también un lugar de interés arqueológico, pues posee un complejo sistema de irrigación y terrazas construido por los zapotecas hace unos 2500 años aproximadamente.

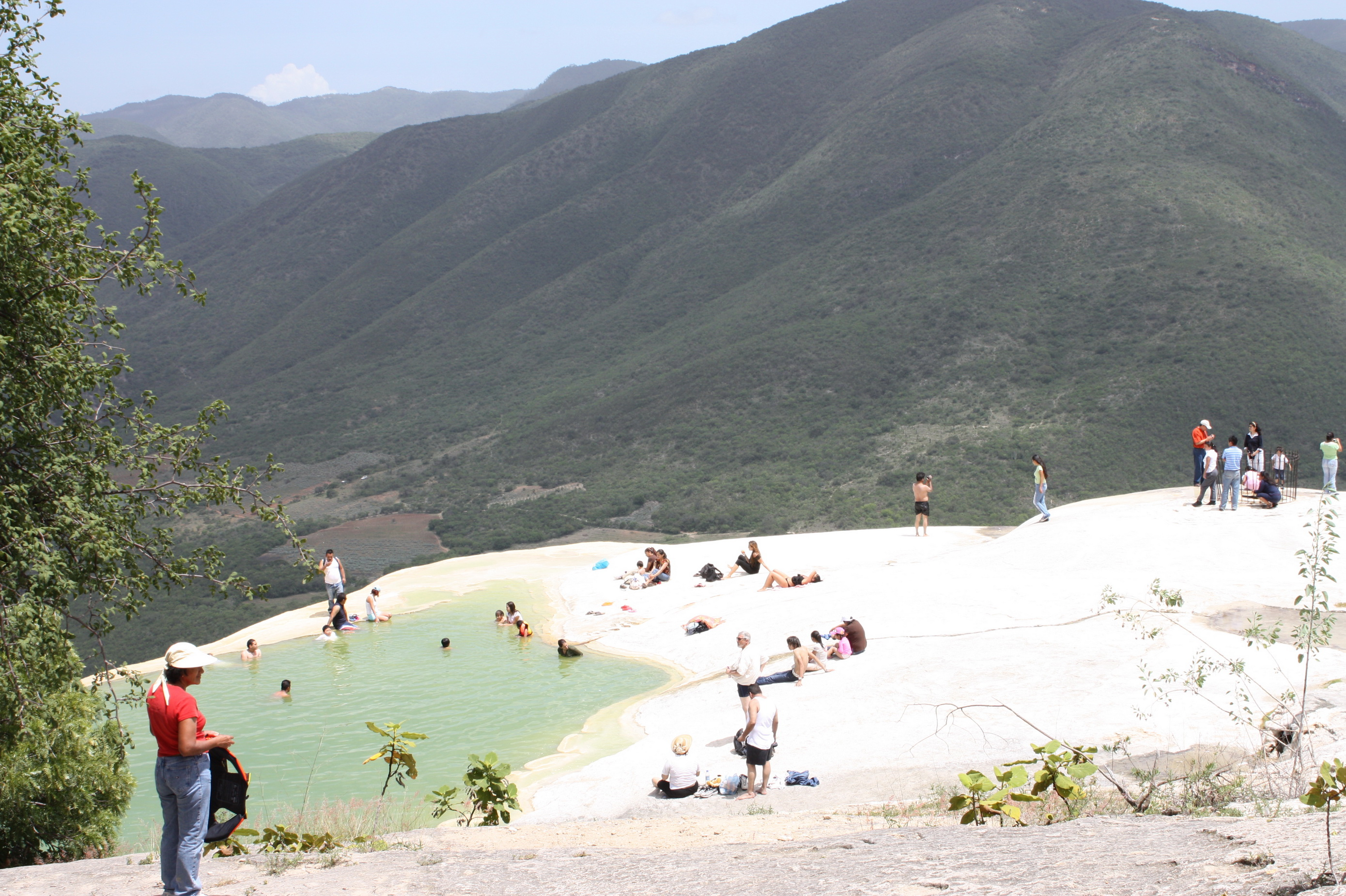

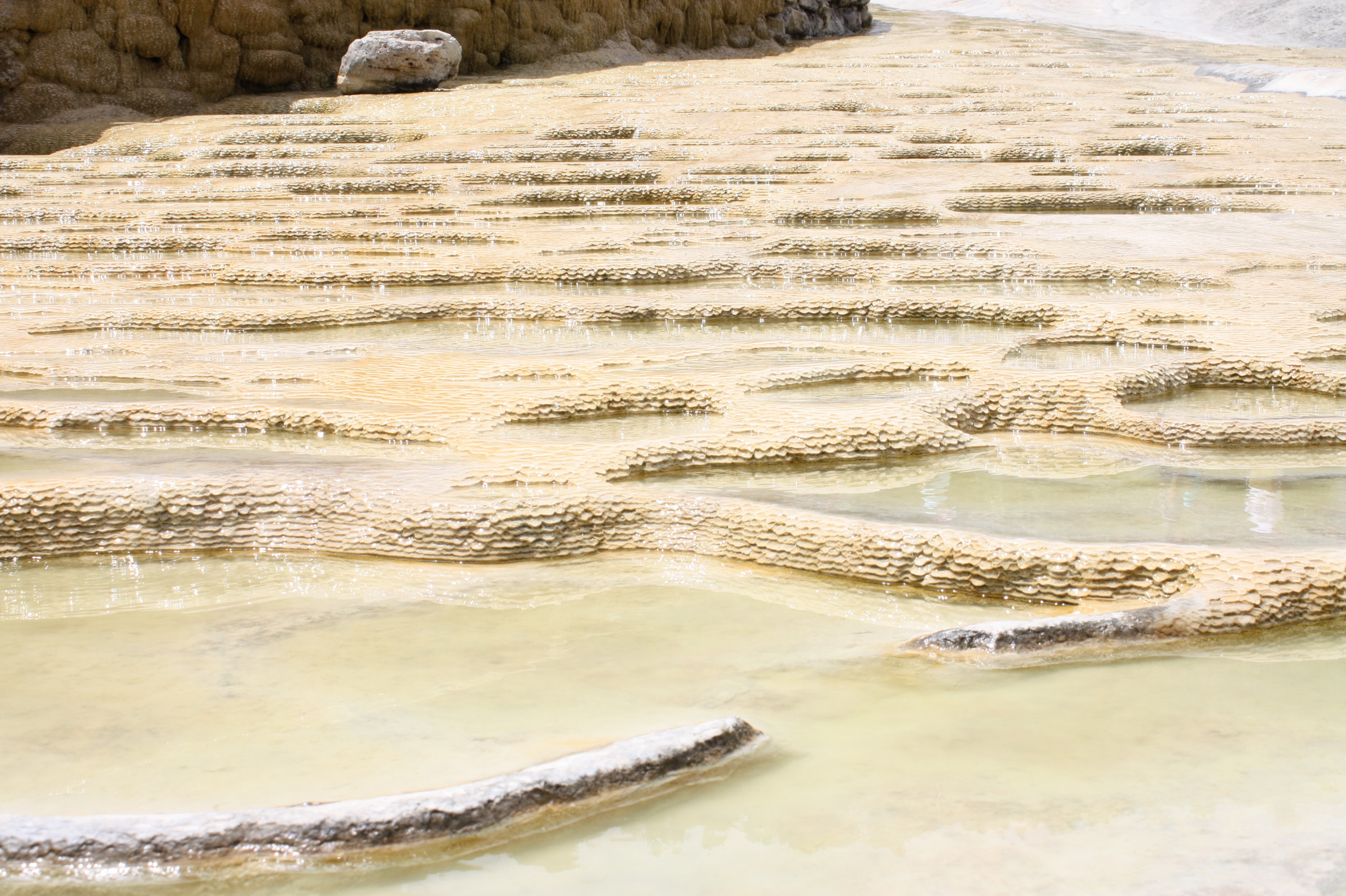

El agua posee una temperatura de unos 24 grados centígrados y las cascadas tienen entre 12 y 30 metros de alto. El manantial que dio origen a las cascadas, se aprovechó para formar una gran alberca, que actualmente funciona como balneario natural. Además, en la zona hay algunas pozas naturales excavadas, desde donde pueden observarse muy bien las cascadas petrificadas.
Las aguas termales, la belleza natural y el sitio arqueológico han permitido que hoy sea un sitio de interés ecoturístico.
Actualmente se cuenta con instalaciones para pasar la noche, vestidores, baños, palapas y servicios alimenticios.

## Localización

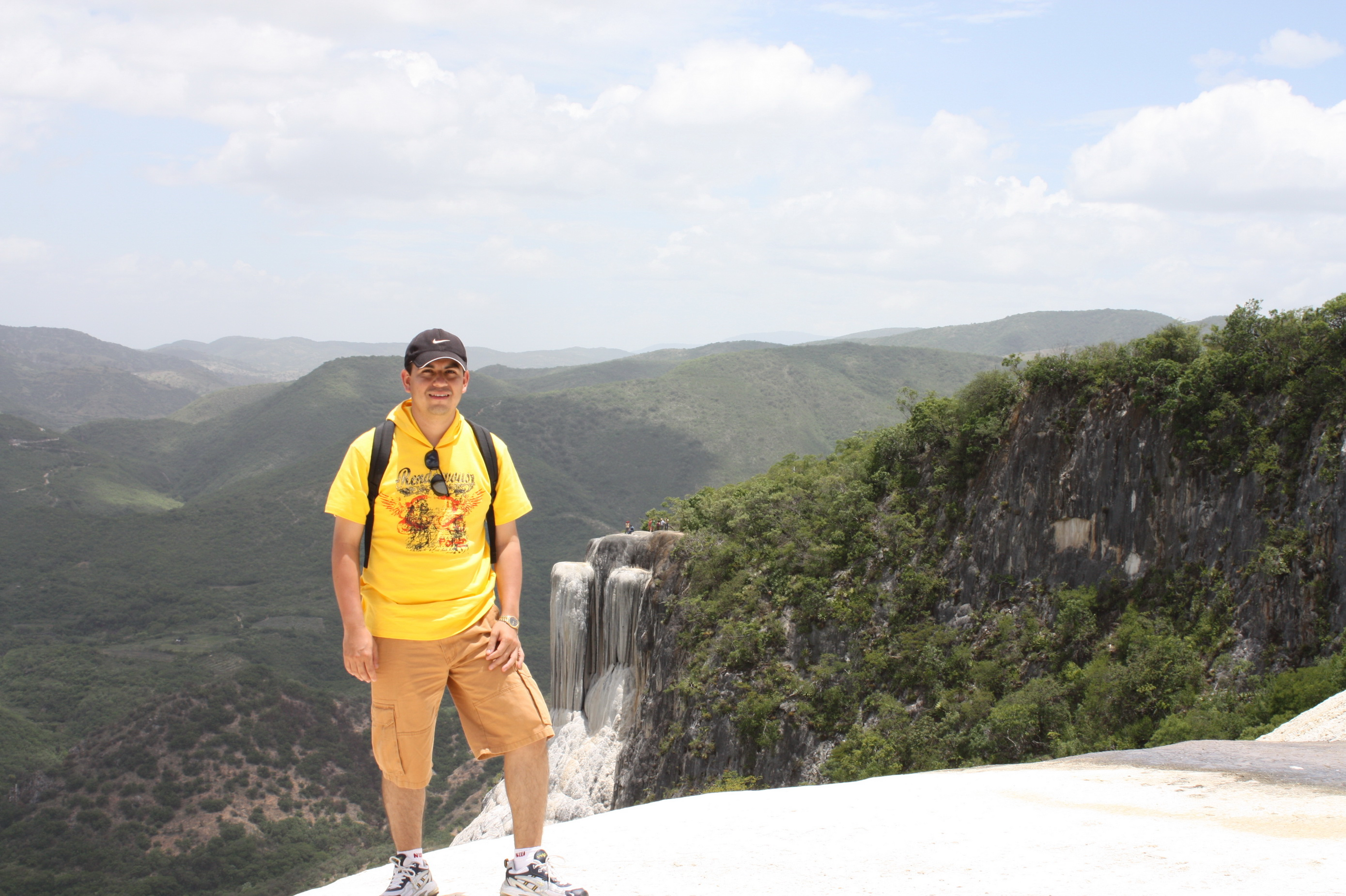

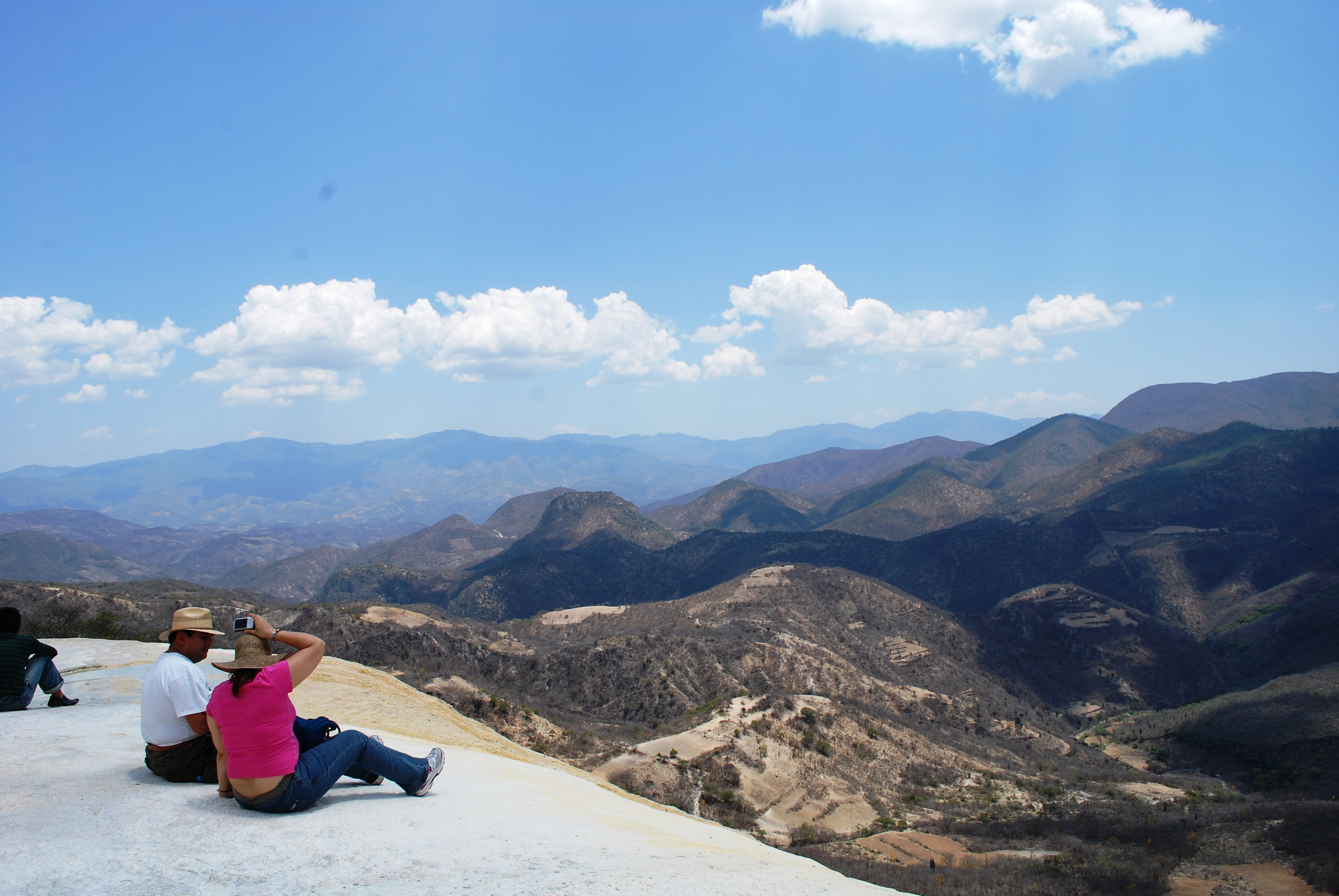
Mirando hacia el valle.

El sitio está ubicado en una región aislada con un terreno difícil de cruzar, dominado principalmente por árboles, cactus y otra vegetación semidesértica. Las “Cascadas” o formación de rocas se encuentran en los acantilados de las montañas formadas por encima del angosto valle. Está localizado en un territorio de una etnia Mixe, junto a dos cercanas y más populares de las comunidades de la zona, las cuales son San Lorenzo Albarradas y San Isidro Roaguia con una población de 1403 y 320 habitantes, respectivamente (2005). Es uno de los pocos lugares donde se puede encontrar agua en el área.

## Cascadas, formaciones rocosas y fosas

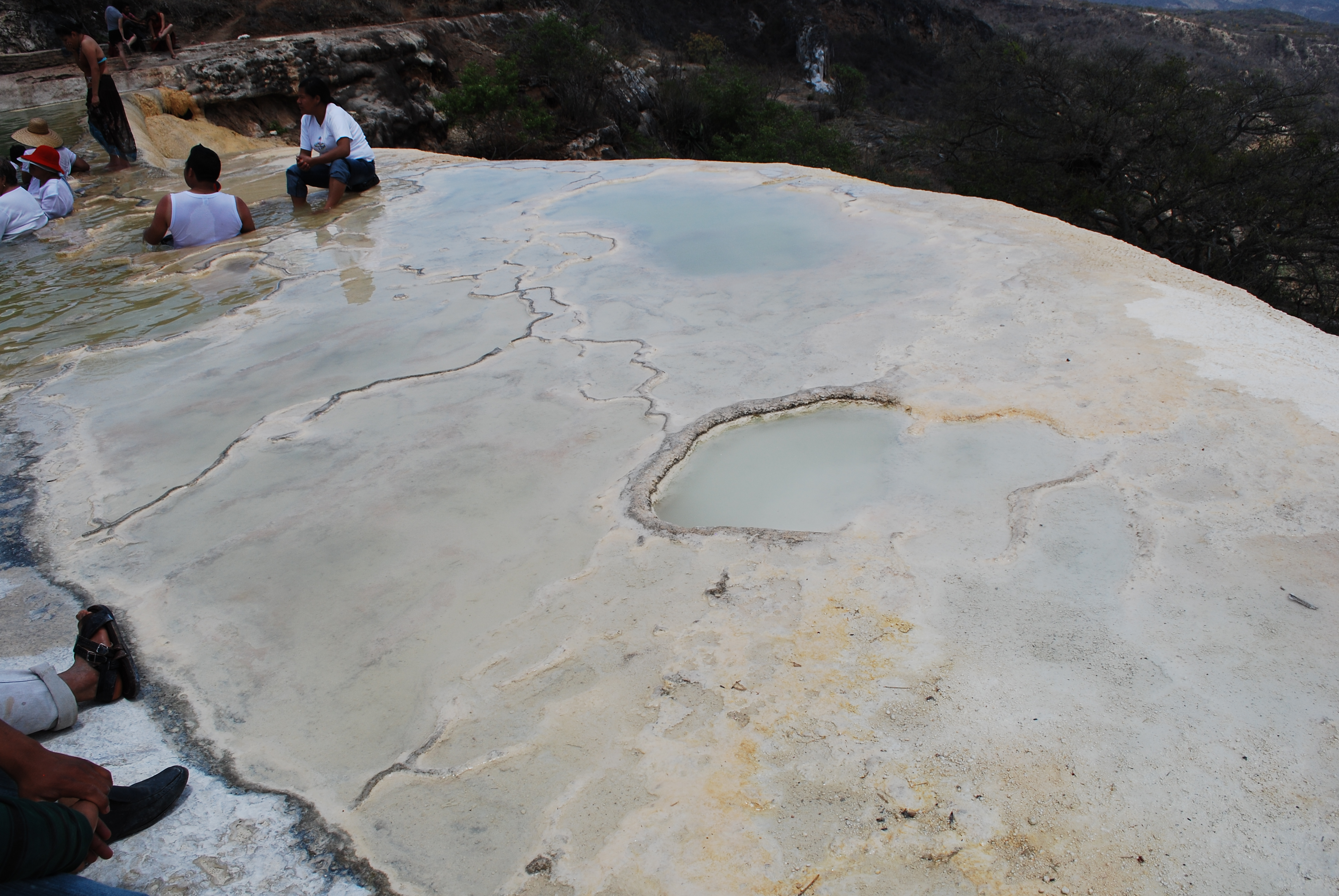
Formación rocosa como si "cayera" del acantilado en el anfiteatro

El sitio consiste en dos caídas de agua hechas de rocas, las cuales se formaron a lo largo de miles de años. Ambas cimas se elevan por encima de los 50 metros desde la base del valle, con una formación rocosa que baja doce metros y la otra baja treinta metros. La de doce metros es llamada “Cascada Chica” y fluye por una base que tiene cerca de sesenta metros de ancho. La otra, “Cascada Grande”, se extiende por una base de unos noventa metros de ancho y ochenta metros sobre la base de la cima.

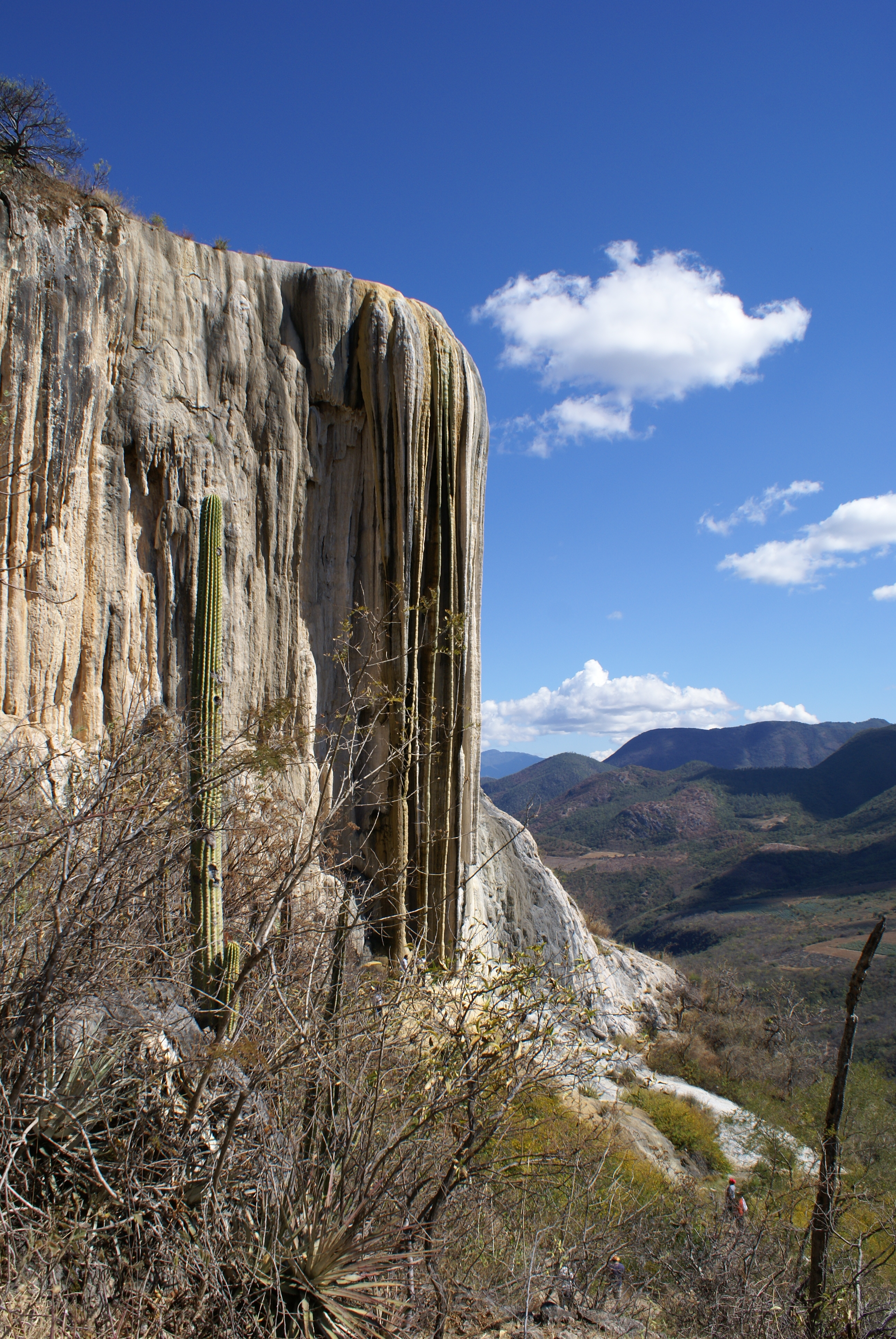
Formaciones rocosas de Hierve el Agua vistas desde el oeste con el paisaje al fondo.

Las formaciones de rocas se describen lo general como “Cascadas de sal”, “Cascadas Petrificadas” y “Cascadas Pétreas”. Las caídas se forman por cantidades relativamente pequeñas de agua que tiene sobresaturación de carbonato de calcio y se presentan en la superficie por medio de fisuras o figuras en el sitio de la montaña. El agua tiene una temperatura que va desde los 22 °C hasta los 27 °C. Conforme el agua fluye hacia debajo desde la cara de la roca, esta forma largas estalactitas similares a las que se encuentran en las cavernas. El flujo de agua que se presenta en primavera, varía significativamente entre las temporadas de sequía y las de lluvia. El 95% de la superficie de las formaciones rocosas son de carbonato de calco; sin embargo, las capas inferiores de ambas corrientes, roca y agua, son pocos conocidas, ya que están selladas por las capas superiores. El carbonato de calcio le da a las formaciones una apariencia blanca o casi blanca, pero otros minerales que se pueden encontrar en el agua, como plata, bario o hierro pueden determinar el color particular de la estalactita. El carbonato de calcio en el agua se da porque el agua de lluvia se filtra al subsuelo. Primero se absorben el dióxido de carbono, que forma moléculas de ácido de carbono. Este ácido tiene contacto con el marfil que se encuentra bajo tierra y la disuelve, creando bicarbonato de calcio. Cuando el agua corre sobre la tierra, el exceso de minerales sale.
Estas aguas, con su alto contenido de minerales, tienen la reputación de tener cualidades curativas.

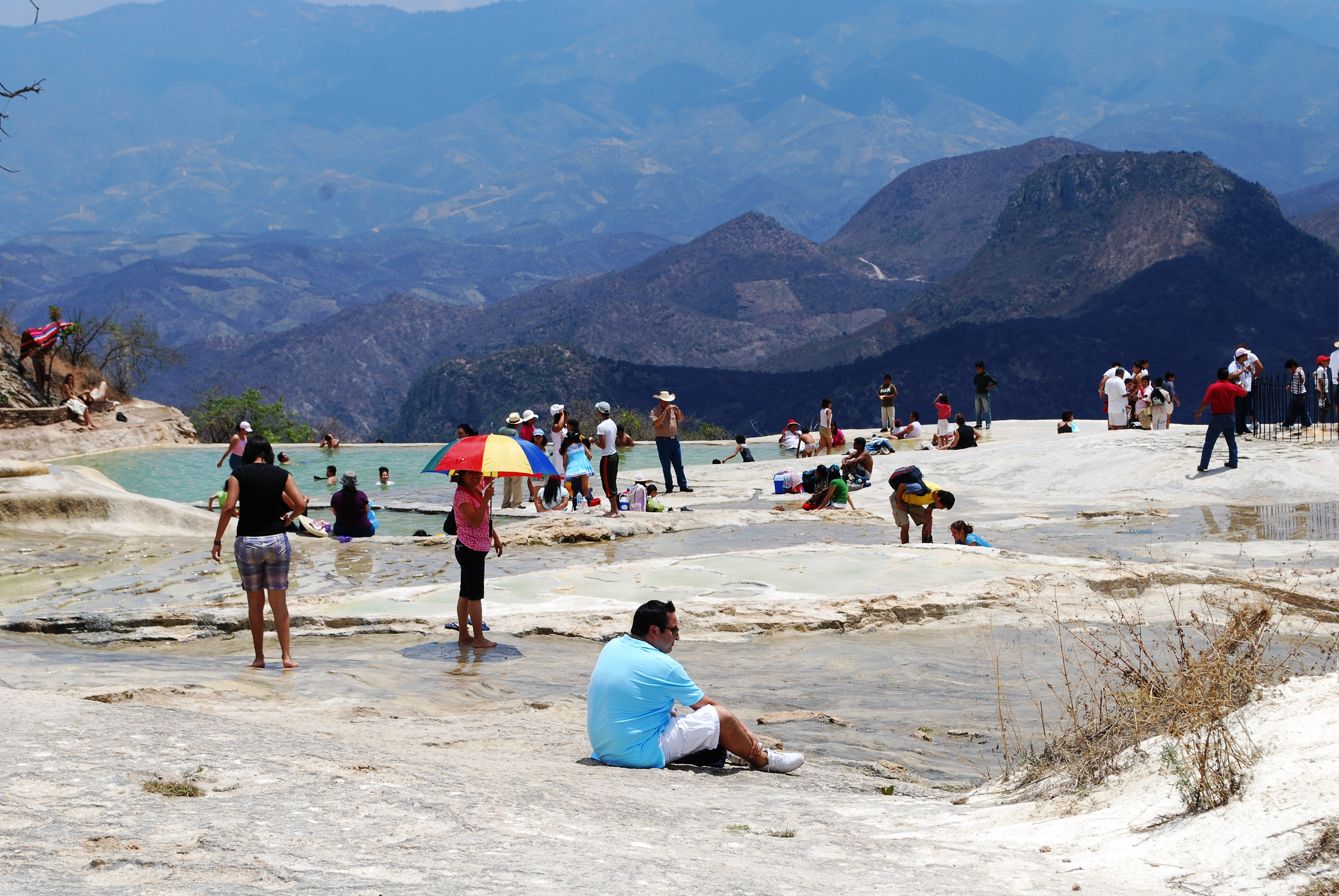
Estanque natural y estanque artificial inferior

Las más accesibles y más visitadas de las dos cascadas es la "cascada chica". Este barranco mide alrededor de cincuenta metros sobre el valle, donde hay una plataforma natural de alrededor de sesenta metros de ancho. El agua de tres de las cuatro cascadas es recogida por un número pequeño de albercas naturales y dos grandes artificiales, en las cuales los visitantes pueden nadar. La alberca con menos profundidad está muy cercana al borde de la cascada y fue construida en el 2007. En estas albercas, el agua aparece de un color turquesa gracias a la gran cantidad de minerales concentrados. La cuarta está localizada más cerca del borde y es responsable de la mayoría de las formaciones rocosas.
El burbujeo de las fosas se cree que es causado por la existencia de corrientes subterráneas. Este burbujeo lleva al nombre del área, Hierve el Agua. El agua fluye constantemente, lo que provoca que se generen de modo constante depósitos de calcio carbonatado, el cual puede apreciarse en las paredes de las albercas o fosas artificiales.
Las formaciones rocosas continúan desde la cascada chica hasta la grande, el piso del valle y otras áreas aledañas. La cascada grande está justo al sur de la cascada chica y puede ser fácilmente vista desde ahí. Esta cascada y la formación rocosa tienen un ángulo más vertical que la cascada chica.

## Antiguos canales

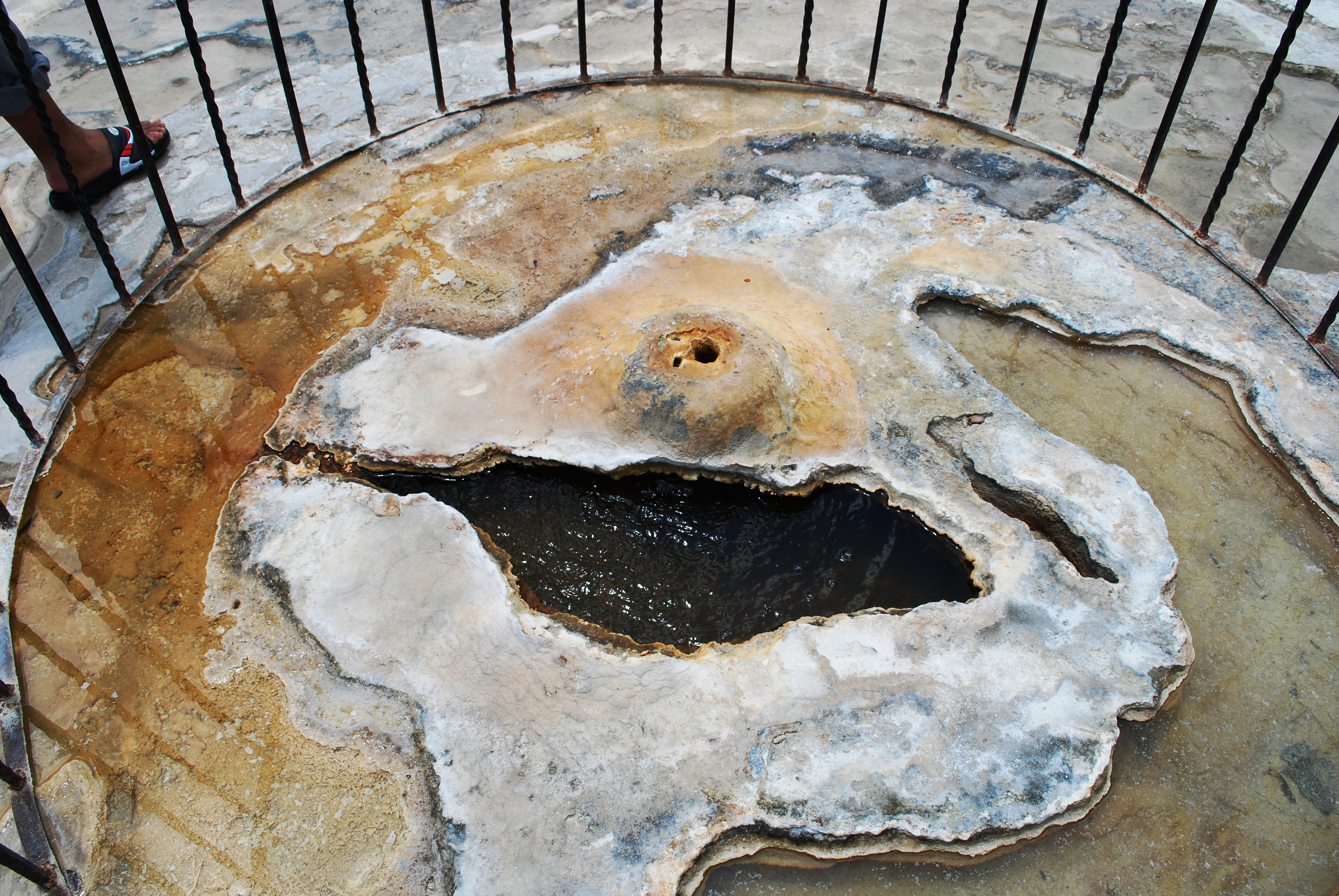
Uno de los manantiales que ebulle

El área también es de interés arqueológico debido al extenso sistema de riego y terrazas construido hace más de 2500 años por los zapotecas. Probablemente también era un sitio sagrado para los pueblos antiguos del valle de Oaxaca. Los canales son parte de un sistema de riego el cual fue creado hace más de 2,500 años, la mayoría de estos se extienden desde un lado del Anfiteatro. Los investigadores han estudiado las terrazas y canales, los cuales han sido cortados, en las laderas de las montañas se encuentran estos acantilados y se ha concluido que había un sistema de riego único en México. Sólo permanecen vestigios de estos canales de riego, sin embargo la zona arqueológica no ha sido completamente explorada. Estos canales de riego se han considerado únicos en Mesoamérica, no sólo porque el riego no era común en el México prehispánico sino porque son el único ejemplo de canales de riego alineados. No se sabe por qué el revestimiento de canales no aparece fuera del área de Hierve el Agua y aquí el revestimiento se desarrolla naturalmente. Mientras que la filtración y erosión eran grandes problemas en la agricultura de riego en otras partes de Mesoamérica, el ejemplo más cercano de algo similar es el Hohokam al sur de Arizona en 650 a. C.

## La atracción turística

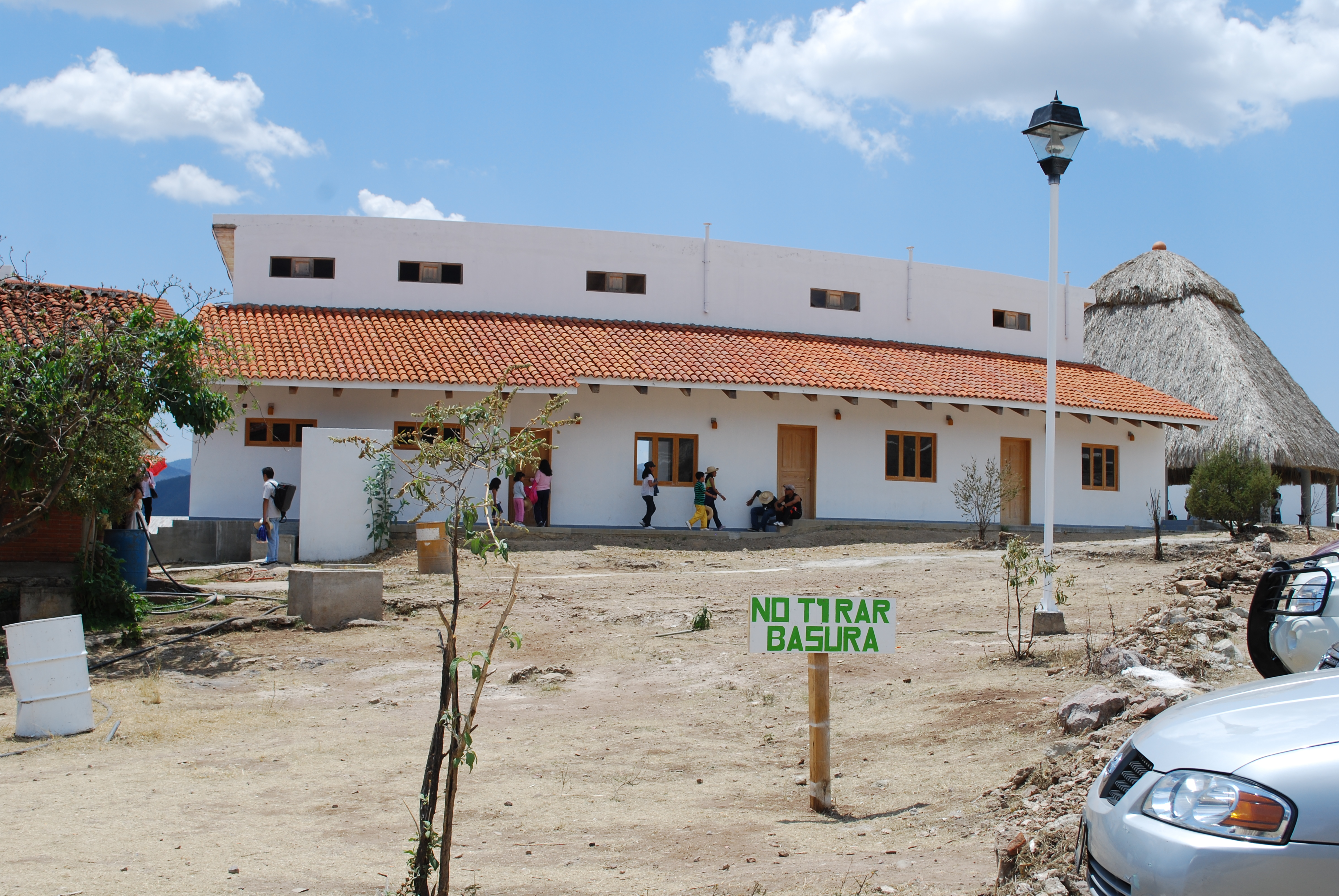
Parte de Turis Yu'u

Además de las piscinas artificiales del lado del Anfiteatro, una serie de servicios se han construido para los visitantes, tales como puestos de comida, pequeños mercados, cabañas y una piscina regular. El área de cabañas, llamada “Turis Yu’u”, con su piscina se construyó en 1990 y ofrece áreas como vestidor, regadera, restaurante al aire libre y estancias nocturnas, aunque las habitaciones son muy básicas. Este complejo, así como muchos otros puestos, son propiedad de los residentes de la comunidad de Roaguía. Sin embargo, las comunidades aledañas de San Lorenza Albarradas y San Isidro Roaguía todavía sufren de pobreza a pesar del desarrollo. Una razón de esto es que los visitantes pagan entre $50 y $60 pesos por persona para ingresar al sitio. El pago de las entradas puede traer en cualquier lugar de $1000 a $5000 pesos por día, dependiendo de la temporada. Por otro lado, existe una disputa entre las comunidades cercanas y quien se supone que lo administra. Disputas sobre administración e ingreso llevaron al cierre del sitio entre 2005 y 2007. Desde entonces, se hicieron promesas de funcionarios estatales para invertir dinero ganado en el sitio para elevar los niveles de vida, pero los residentes reclaman que esto nunca ha pasado. Las disputas han conducido a los turistas a pagar dos veces, una en el camino y la otra a la entrada del parque.